# Kunštát
Kunštát là một thị trấn thuộc huyện Blansko, vùng Jihomoravský, Cộng hòa Séc.